# Runcinia depressa
Runcinia depressa är en spindelart som beskrevs av Simon 1906. Runcinia depressa ingår i släktet Runcinia och familjen krabbspindlar. Inga underarter finns listade i Catalogue of Life.